# 好きでも嫌いなあまのじゃく
『好きでも嫌いなあまのじゃく』（すきでもきらいなあまのじゃく、英題「My Oni Girl」）は、日本のアニメーション映画。制作は泣きたい私は猫をかぶるなどの作品を知られる多くのアニメ作品を生み出したスタジオコロリド。2024年5月24日より、日本での劇場公開およびNetflixで世界独占配信している。

## あらすじ
高校1年生の八ツ瀬柊は、人から嫌われず周囲と上手にやっていきたいとの思いから、頼まれごとを断れない性格であったが、何をやってもうまくいかず、親友と呼べる相手もいなかった。季節外れの雪が降った夏のある日、人間の世界に母親を探しに来た鬼の少女ツムギと出会う。柊と正反対の性格で、周囲の目を気にしないツムギは、柊を旅の道連れにする。

## 登場人物
八ツ瀬 柊（やつせ ひいらぎ）
声 - 小野賢章
本作の主人公。山形県に暮らす高校1年生。気弱で内気な性格で人に嫌われることを恐れており、頼まれたら断れないが、それを利用されたり失敗したりばかりして損をする。
ツムギ
声 - 富田美憂
本作のヒロインでキーパーソン。人間の世界に母親を探しに来た、鬼の少女。物事をはっきり言う天真爛漫な性格。「うまし」が口癖。
しおん
声 - 日髙のり子
ツムギの母。ツムギが3歳の時に突如姿を消す。
いずる
声 - 三上哲
ツムギの父。人間の世界にツムギを探しに来る。行方の分からないツムギの母の秘密を知っている模様。
八ツ瀬幹雄（やつせ みきお）
声 - 田中美央
柊の父。いつも自分が正しいと思って行動しており、相手の気持ちを無視してしまいがち。喫煙者。
御前（ごぜん）
声 - 京田尚子
隠の郷の長。お餅が好物と思われる。
高橋竜二（たかはし りゅうじ）
声 - 浅沼晋太郎
柊とツムギが旅の途中で出会う人々の1人。フリーマーケットに向かう途中で柊とツムギと出会う。澪とは少しギクシャクしている。
高橋澪（たかはし みお）
声 - 山根綺
柊とツムギが旅の途中で出会う人々の1人。フリーマーケットに向かう途中で柊とツムギと出会う。竜二とは少しギクシャクしている。
山下志麻子（やました しまこ）
声 - 塩田朋子
「旅館 宝寿（ほうじゅ）の湯」の女将。柊とツムギが旅の途中で出会う人々の1人。旦那に厳しい。
山下直也（やました なおや）
声 - 斎藤志郎
「旅館 宝寿（ほうじゅ）の湯」の旦那。柊とツムギが旅の途中で出会う人々の1人。女将に煙草をやめろと言われているが、やめられずにいる。
谷本燿一（たにもと よういち）
声 - 佐々木省三
柊とツムギが旅の途中で出会う人々の1人。カフェの店主。亡き妻との思い出等を柊とツムギに話してくれる。店を出る柊に傘をくれる。
八ツ瀬みくり（やつせ みくり）
声 - ゆきのさつき
柊の母。
八ツ瀬楓（やつせ かえで）
声 - 神戸光歩
柊の妹。
田沢愛（たざわ あい）
声 - 村上奈津実
柊に彼氏のふりをするよう頼んだが、上手くいかなかった。
あおい
声 - 衣川里佳

とうこ
声 - 金田愛

ゆきむら
声 - 玉井勇輝

さとし
声 - 武田太一

美術の先生
声 - 高橋伸也

古典の先生
声 - 藤高智大

運転手
声 - 山根雅史

眞島（ましま）
声 - 上西哲平

栞（しおり）
声 - 天希かのん
愛の親友。
芽衣（めい）
声 - 大平あひる
愛の親友。
葵（あおい）
声 - 陶山恵実里
愛の親友。
テレビキャスター
声 - 宮島岳史

番頭
声 - 関幸司

仲居
声 - 漆山ゆうき

はると
声 - 小橋里美
谷本の孫。
いさみ
声 - 宮崎遊

ふうこ
声 - 佐伯美由紀

双子母
声 - 橘あんり

あらた
声 - 観世智顕

なぎさ
声 - 草野太一

あさひ
声 - 與那覇拓樹

野球部後輩A
声 - 徳留慎乃佑

野球部後輩B
声 - 照井悠希

さくら
声 - 庄司更紗

## 舞台
本作を創るにあたり、柴山には「雪をテーマにしたい」との思いがあった。作品の舞台は米沢市を中心とした山形県で、米沢市内の米沢商業高校、小野川温泉や笹野観音堂のほか山形市の山寺日枝神社、上山市の花咲山展望台、飯豊町・高畠町・天童市の風景も登場する。

## 制作の経緯
本作の監督の柴山智隆は、スタジオジブリに入社し『千と千尋の神隠し』などに参加したのち、仕上げから作画に転向。2022年には『泣きたい私は猫をかぶる』で監督としてデビューした。『泣きたい私は猫をかぶる』は愛知県常滑市が舞台で、同じ知多半島にある東海市のケーブルテレビ局知多メディアスネットワークが声優オーディションなどで協力していた。東海市と山形県米沢市は姉妹都市提携を結んでおり、2022年2月に知多メディアスネットワークから米沢市のケーブルテレビ局ニューメディアにロケの協力依頼があった。柴山は2022年3月と6月に山形県へロケハンに訪れ、2023年11月には米沢商工会議所、米沢観光コンベンション協会、米沢市観光課、山形大学、米沢女子短期大学、置賜総合支庁など12団体で構成される「米沢アニメツーリズム誘客推進協議会」が発足した。米沢市教育委員会は、恋愛要素があることから学校での集団鑑賞には難色を示したが、学校を通じたチラシ配布には協力の意向を示した。米沢市の広報誌「広報よねざわ」2024年4月発行号では表紙を飾り、ケーブルテレビでの特別番組の放映や米沢市民限定の試写会が行われた。山形県内の映画館では、イオンシネマ米沢とイオンシネマ天童で上映されている。
スタジオコロリドとNetflixは2022年より3作品の新作長編アニメーション映画の共同制作および独占配信の複数年契約を締結しており、本作は『雨を告げる漂流団地』に次ぐ2作目となる。

## スタッフ
- 監督 - 柴山智隆
- 脚本 - 柿原優子、柴山智隆
- キャラクターデザイン - 横田匡史
- キャラクターデザイン補佐 - 近岡直
- 色彩設計 - 田中美穂
- 美術監督 - 稲葉邦彦
- CGディレクター - さいとうつかさ
- 撮影監督 - 町田啓
- 編集 - 木南涼太
- 音楽 - 窪田ミナ
- 音響監督 - 木村絵理子
- 配給 - ツインエンジン、ギグリーボックス
- 企画・製作 - ツインエンジン
- 制作 - スタジオコロリド
- 主題歌 - ずっと真夜中でいいのに。「嘘じゃない」（EMI Records）[4]
- 挿入歌 - ずっと真夜中でいいのに。「Blues in the Closet」（EMI Records）[4]

## 書籍

### ノベライズ
- 岩佐まもる『好きでも嫌いなあまのじゃく』、KADOKAWA（角川文庫）、2024年5月1日発売[13]、ISBN 978-4-041148655
- 三國月々子（文）・YUME（挿絵）『好きでも嫌いなあまのじゃく』、KADOKAWA（角川つばさ文庫）、2024年5月9日発売[14]、ISBN 978-4-046322982